# Ара, Арилена
Арилена Ара (алб. Arilena Ara; родилась 17 июля 1998 года), известная своим артистическим именем Арилена, — албанская певица. Она является победителем второго сезона албанского X Factor. Должна была представлять Албанию на конкурсе песни «Евровидение-2020».

## Карьера
Арилена Ара родилась в Шкодере. Она впервые участвовала в конкурсе Gjeniu i Vogël («Маленький гений»), конкурсе талантов для детей, и заняла на нём третье место.
После смерти отца она принимала участие во втором сезоне трансляции албанского X Factor с 28 октября 2012 года по 31 марта 2013 года на TV Klan. Арилена проходила прослушивание в Тиране, исполняя акустическую версию «We Are» Анны Джонссон. Её наставницей была Алтуна Сейдиу в категории «Девушки». В финале она исполнила песню Мэри Джей Блайдж «No More Drama» и «Man Down» и «S&M» Рианны в дуэте с её наставником Туной, выигравшим сезон. Недавно она участвовала в телешоу под названием «Dance With Me» 2. Ее партнёром был Лаби, албанский журналист и видеоблогер из Косово. 26 февраля 2014 года она выпустила свой первый видеоклип «Aeropllan», ставший лидером чартов в Албании. После её успеха с «Aeropllan», который за 12 часов собрал 2 миллиона просмотров, её следующий хит «Business Class» набрал 1 млн просмотров за первые 9 часов. Позднее она выпустила свою третью песню под названием «Vegim», посвящённую смерти её отца. В 2016 году Арилена выпустила ещё одну песню «Nëntori», которая получила известность и за пределами Албании (например, была включена в ротацию радио в Румынии, России). Композиция возглавила румынский Airplay 100 в августе 2017 года. В 2020 году Арилена Ара должна была представлять Албанию на песенном конкурсе «Евровидение-2020», но в связи вспышкой коронавируса COVID-19 песенный конкурс был отменён.

## Дискография

### Синглы
| «Aeroplan»                                                                                             | 2014 | N/A | —  | — | — | Сингл без альбома. |
| «Business Class»                                                                                       | 2014 | N/A | —  | — | — | Сингл без альбома. |
| «Vegim»                                                                                                | 2015 | N/A | —  | — | — | Сингл без альбома. |
| «Toke Rroke»                                                                                           | 2016 | —   | —  | — | — | Сингл без альбома. |
| «Nëntori»                                                                                              | 2016 | —   | 38 | 1 | — | Сингл без альбома. |
| «I’m Sorry»                                                                                            | 2017 | —   | —  | — | — | Сингл без альбома. |
| «Snow in December»                                                                                     | 2017 | 14  | —  | — | — | Сингл без альбома. |
| «Silver and Gold»                                                                                      | 2017 | —   | —  | — | — | Сингл без альбома. |
| «Zemër»                                                                                                | 2017 | —   | —  | — | — | Сингл без альбома. |
| «I’ll Give You My Heart»                                                                               | 2018 | —   | —  | — | — | Сингл без альбома. |
| «Doja» (featuring Flori Mumajesi)                                                                      | 2019 | —   | —  | — | — | Сингл без альбома. |
| «Shaj»                                                                                                 | 2019 | —   | —  | — | — | Сингл без альбома. |
| «Fall from the Sky»                                                                                    | 2020 | —   | —  | — | — | Сингл без альбома. |
| «Murderer» (featuring Noizy)                                                                           | 2021 | —   | —  | — | — | Pop Art            |
| «—» обозначает запись, которая не отображалась на графике или не была опубликована на этой территории. |      |     |    |   |   |                    |

- «I’m Sorry» (английская версия «Nëntori»)
- «Silver and Gold» (английская версия «Zemër»)
- «Fall From The Sky» (английская версия «Shaj»)

## Награды и номинации
Kenga Magjike
| Год  | Номинируемая работа | Категория      | Результат |
| ---- | ------------------- | -------------- | --------- |
| 2016 | «Nëntori»           | Лучшая баллада | Победа    |
| 2016 | «Nëntori»           | Третья премия  | Победа    |

Videofest
| Год  | Номинируемая работа | Категория           | Результат |
| ---- | ------------------- | ------------------- | --------- |
| 2014 | «Aeroplan»          | Лучший новый артист | Номинация |

Dance With Me 2
| Год  | Номинируемая работа | Категория           | Результат |
| ---- | ------------------- | ------------------- | --------- |
| 2015 | «Arilena & Labi»    | Победитель 3-й ночи | Победа    |
| 2015 | «Arilena & Labi»    | Победитель 7-й ночи | Победа    |